# Michelle Thaller
Michelle Lynn Thaller (Waukesha, 28 novembre 1969) è un'astronoma e ricercatrice statunitense.
Thaller è assistente direttore per la comunicazione scientifica al NASA Goddard Space Flight Center.
Dal 1998 al 2009 ha lavorato presso il centro di analisi e gestione dei dati nell'infrarosso  e successivamente responsabile del programma di divulgazione pubblica per il telescopio spaziale Spitzer presso il California Institute of Technology. Collabora con i programmi divulgativi di History Channel e Science Channel.